# Tlapalizquixochtzin
Tlapalizquixochtzin est une noble aztèque et une reine régnante de la ville aztèque d'Ecatepec. Elle est également une épouse de Moctezuma II.

## Famille

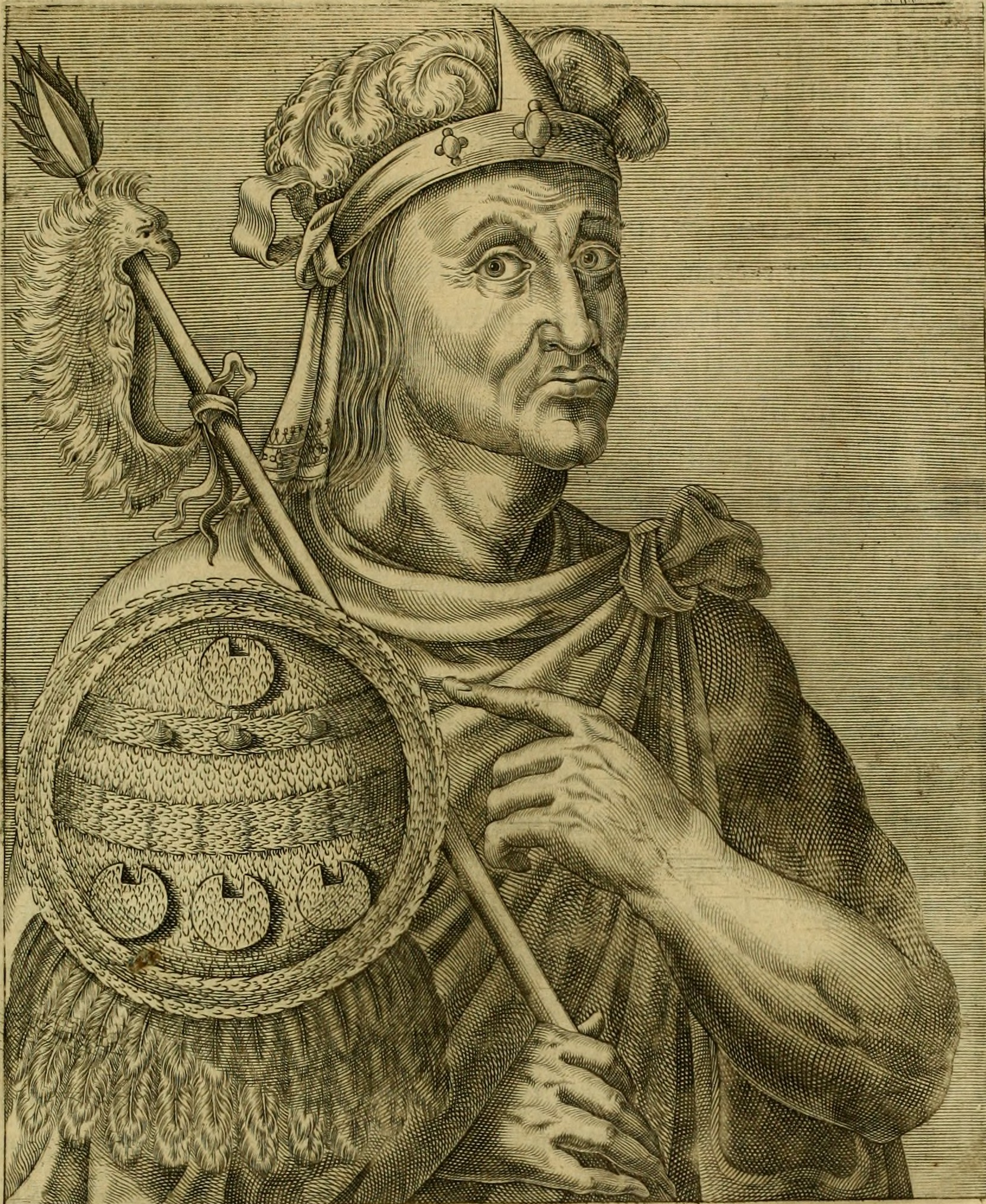
Moctezuma II, époux de Tlapalizquixochtzin

Elle est née princesse – fille de Matlaccoatzin, et ainsi petite-fille du roi Chimalpilli I et sœur de la princesse Tlacuilolxochtzin. 
Tlapalizquixochtzin épouse l'empereur aztèque Moctezuma II (vers 1466 – juin 1520). Leur fille est Doña Francisca de Moctezuma.
Son neveu est le roi Diego de Alvarado Huanitzin .

## Voir également
- Azcasuch